# Halsband (foltertuig)

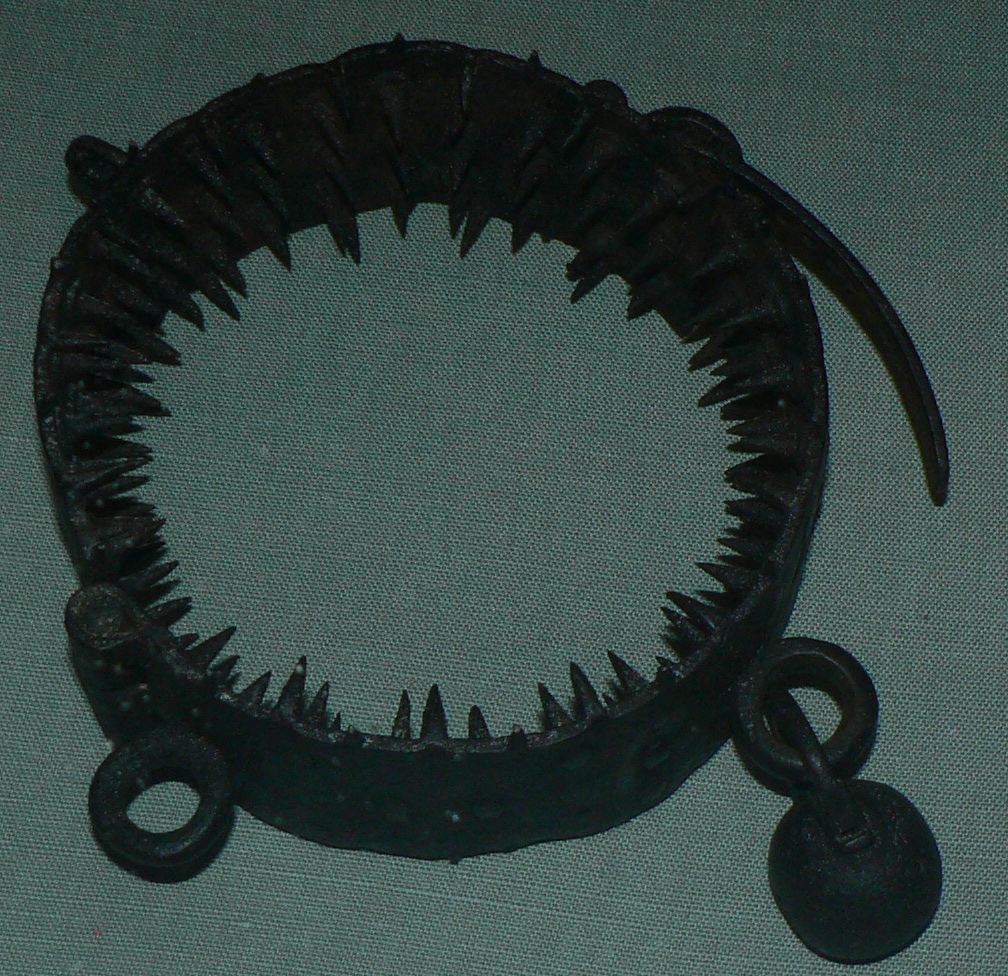
Een folterhalsband

De halsband was een martelwerktuig waarin van hekserij beschuldigde verdachten werden gekneld als ze hun omgang met de duivel ontkenden. Deze houten, ijzeren of lederen halsband was aan de binnenzijde voorzien van puntige nagels. Aan de buitenzijde zaten koorden die aan de vier muren van de folterkamer werden bevestigd. Op die wijze bleef de halsband onbeweeglijk op dezelfde plaats. De beklaagde zat op een stoeltje en moest het hoofd steeds kaarsrecht houden, want bij de minste beweging drongen de pinnen aan de binnenkant van de halsband in de hals en veroorzaakten er ernstige verwondingen.
Vlak bij of onder de verdachte werd soms een vuur aangestoken om het slachtoffer te dwingen tot beweging wegens de hitte. De beul sloeg ook wel op de spankoorden, zodat de pinnen diep in het vlees doordrongen.
Meestal waren enkele uren in de halsband voldoende om de verdachte alles te laten bekennen wat de magistraten wilden horen. Alleen de dreiging al met de halsband riep zoveel angst op bij de slachtoffers, dat zij vaak de meest fantastische verhalen over hun vermeende omgang met de duivel produceerden en staande hielden.